# Emphysomera tectura
Emphysomera tectura là một loài ruồi trong họ Asilidae. Emphysomera tectura được Scarbrough & Marascia miêu tả năm 1999. Loài này phân bố ở miền Ấn Độ - Mã Lai.